# Apamea engelhartii
Apamea engelhartii là một loài bướm đêm trong họ Noctuidae.